# Bernhard Rühling
Bernhard Rühling (* 14. Februar 1969 in Stuttgart) ist ein ehemaliger deutscher Leichtgewichts-Ruderer. 

## Sportliche Karriere
1991 gewann Bernhard Rühling beim Match des Seniors, einem Vorläuferwettbewerb der U23-Weltmeisterschaften die Silbermedaille im Leichtgewichts-Doppelzweier. 1992 trat er zusammen mit Stephan Fahrig, Klaus Götte und René Höhn im Leichtgewichts-Doppelvierer an. Bei den Weltmeisterschaften in Montreal belegten die Deutschen den dritten Platz hinter den Italienern und den Schweden. Im Jahr darauf bestand der deutsche Vierer aus Klaus Götte, Frank Günder, Andreas Lutz und Bernhard Rühling. Bei den Weltmeisterschaften in Račice u Štětí siegten die Österreicher vor den Booten aus Deutschland und aus Italien, die zeitgleich die Silbermedaille gewannen. Nach einem vierten Platz bei den Weltmeisterschaften 1994 ruderten bei den Weltmeisterschaften 1995 in Tampere Frank Günder, Andreas Lutz, Bernhard Rühling und Jens Weckbach auf den zweiten Platz hinter den Österreichern und vor den Italienern. 
Ab 1997 trat Bernhard Rühling international mit Ingo Euler im Leichtgewichts-Doppelzweier an. Bei den Weltmeisterschaften 1997 gewannen die beiden die Bronzemedaille hinter den Polen und den Italienern. 1998 in Köln folgte der vierte Platz mit 0,35 Sekunden Rückstand auf die drittplatzierten Schweizer. Bei den Weltmeisterschaften 1999 in St. Catharines siegten die Italiener vor den Australiern, dahinter erhielten Euler und Rühling die Bronzemedaille. Zum Abschluss seiner internationalen Karriere belegte Rühling zusammen mit Ingo Euler den vierten Platz bei den Olympischen Spielen 2000 in Sydney.
Der 1,81 m große Bernhard Rühling ruderte zunächst bis 1995 für die Stuttgarter RG von 1899. 1996 wechselte der Diplom-Kaufmann zum Mainzer Ruder-Verein von 1878. Rühling gewann sechs deutsche Meistertitel im Leichtgewichts-Doppelzweier: 1993 und 1995 mit Frank Günder und von 1997 bis 2000 mit Ingo Euler.
Im Leichtgewichts-Doppelvierer gewann Bernhard Rühling acht deutsche Meistertitel:
- 1992 Stephan Fahrig, Klaus Götte, René Höhn, Bernhard Rühling
- 1993 Andreas Lutz, Frank Günder, Klaus Götte, Bernhard Rühling
- 1994 Jan Linketscher, Frank Günder, Klaus Götte, Bernhard Rühling
- 1995 Andreas Lutz, Jens Weckbach, Frank Günder, Bernhard Rühling
- 1997 Andreas Lutz, Wolfgang Handel, Ingo Euler, Bernhard Rühling
- 1998 Christian Dahlke, Jens Fischer, Ingo Euler, Bernhard Rühling
- 1999 Ingo Euler, Thorsten Schmidt, Franz Meyer, Bernhard Rühling
- 2000 Stefan Ballnus, Jörg Lehnigk, Ingo Euler, Bernhard Rühling